# فيتاس (مغني)
فيتاس (الروسية: Виталий Владасович Грачёв) هو مغني ومغن ومؤلف وكاتب أغاني وموسيقي وملحن وممثل روسي وأوكراني (وحمل سابقاً جنسية الاتحاد السوفيتي)، ولد في 19 فبراير 1979 بداوغافبيلس في لاتفيا. بدأ مشواره المهني سنة 2000.

## وصلات خارجية
- ڤيتاس على موقع IMDb (الإنجليزية)
- ڤيتاس على موقع ميوزك برينز (الإنجليزية)
- ڤيتاس على موقع ديسكوغز (الإنجليزية)
- ڤيتاس على موقع قاعدة بيانات الفيلم (الإنجليزية)
- ڤيتاس على موقع كينوبويسك (الروسية)